# ویروس نقص ایمنی میمونی
ویروس‌های نقص ایمنی میمونی (به انگلیسی: Simian immunodeficiency viruses یا SIV) رتروویروس‌هایی هستند که قادرند حداقل ۴۵ گونه از نخستی‌سانان آفریقایی را مبتلا کنند.
ویروس SIV در واقع عامل به وجود آمدن ویروس HIV بوده‌است که خود به دو نوع HIV-1 و HIV-2 تقسیم می‌شود. به نظر می‌رسد که هر دو ویروس HIV-1 و HIV-2 در اصل متعلق به نخستی‌سانان مرکز آفریقا بوده و در اوایل قرن بیست به بدن انسان منتقل شده‌اند. ویروس HIV-1 در اصل متعلق به مناطق جنوبی کامرون و تکامل یافتهٔ ویروس نقص ایمنی میمونی که در میان شامپانزه‌های وحشی شیوع دارد، بوده‌است. همچنین ویروس HIV-2 تکامل یافتهٔ ویروس SIV میان گونه‌ای میمون به نام منگابی دودی بوده‌است که در غرب آفریقا (از جنوب سنگال تا غرب ساحل عاج) زندگی می‌کرده‌است. میمون‌های جهان جدید مانند میمون‌های شب نسبت به ویروس HIV-1 مقاوم هستند و این احتمالاً به دلیل یک نوع ژن پیوندی دو گونهٔ مقاوم ویروس در آن‌ها است.
مدارکی موجود است که نشان می‌دهد انسان‌هایی که در شکار یا فروش حیوانات دخالت داشتند دچار ویروس SIV شده‌اند. اگرچه SIV ویروس ضعیفی است که سیستم دفاعی بدن انسان با آن مقابله می‌کند و بیش از چند هفته در بدن انسان باقی نمی‌ماند، اما انتقال سریع و متوالی آن بین انسان‌های مختلف زمان کافی را به این ویروس برای تبدیل آن به اچ‌آی‌وی می‌دهد. علاوه بر این، با توجه به نرخ پایین انتقال فرد به فرد بیماری، SIV فقط می‌تواند از طریق تعداد زیادی افراد در معرض خطر پخش شود که باور بر این است که تا قبل از قرن بیستم چنین جمعیتی وجود نداشته‌است.